# Isla Catalina
Isla Catalina (Catalina-eiland) is een tropisch eiland op 2,5 km van het vasteland aan de zuidoostelijke kant van de Dominicaanse Republiek, voor de kust bij La Altagracia en La Romana.
Het eiland werd in mei 1494 door Christoffel Columbus "Santa Catalina" gedoopt.
Bestuurlijk is Isla Catalina nu een gehucht (paraje) van de gemeente La Romana in de gelijknamige provincie.

## Geografie
Het eiland is slechts 9,6 vierkante kilometer groot en is onderdeel van het nationaal park Cotubanamá en dus beschermd gebied. Een ecosysteem met duinen, mangroven en koraalriffen. Het eiland bestaat uit drie overlappende plateaus. Het hoogste punt op het eiland is slechts 18 meter boven de zeespiegel. De zee rond het eiland is rijk aan flora en fauna, met vele soorten vogels en tropische zeevissen, en er zijn grote gebieden met natuurlijke zandbanken waar het slechts een paar meter diep is.

## Toerisme
Het eiland wordt soms bezocht door cruiseschepen op routes langs de Caraïben. Isla Catalina heeft een unieke rotsachtige kust met kliffen aan de zuidgrens, en is een van de beste duiklocaties in de Dominicaanse Republiek met de spectaculaire "Wall". Vanaf het strand, gaat een zachte helling naar de muur van meer dan 100 meter diep, met twee treden op 25 en 40 meter diepte.

## Bijzonderheden
Op 13 december 2007 werd het wrak van een koopvaardijschip uit de 17e eeuw gevonden, op een diepte van drie meter net buiten het eiland. Het is mogelijk William Kidds Quedagh Merchant, ook wel bekend als de Cara Merchant, volgens de originele getuigenis van Kidd tijdens zijn proces voorafgaand aan zijn opknoping op 23 mei 1701.